# Сарчаки
Сарча́ки (чув. Сарчак) — деревня в Моргаушском районе Чувашской Республики. Входит в состав Шатьмапосинского сельского поселения.

## География
Находится в северо-западной части Чувашии, на расстоянии приблизительно 10 км на юго-восток по прямой от районного центра села Моргауши.

## История
Известна с 1858 года. В 1906 году здесь было учтено 50 дворов и 210 жителей, в 1926 — 59 дворов и 269 жителей, в 1939—250 жителей, в 1979—184. В 2002 году было 49 дворов, в 2010 — 41 домохозяйство. В 1928 году был образован колхоз «Çĕнĕ хунав», в 2010 действовал КФХ «Горбунов».

## Население
Постоянное население составляло 147 человек (чуваши 100 %) в 2002 году, 119 в 2010.